# Erik Almlöf
Erik Almlöf   (Estocolm, 20 de desembre de 1891 - Jenkintown, 18 de gener de 1971) fou un atleta suec, guanyador de dues medalles olímpiques en triple salt.

## Biografia
Va néixer el 20 de desembre de 1891 a la ciutat d'Estocolm, capital de Suècia. Va morir el 18 de gener de 1971 a la ciutat de Jenkintown, població situada a l'estat nord-americà de Pennsilvània.

## Carrera esportiva
Va participar, als 20 anys, en els Jocs Olímpics d'Estiu de 1912 realitzats a Estocolm (Suècia), on va aconseguir guanyar la medalla de bronze en la prova masculina de triple salt amb un salt de 14.17 metres. Després del parèntesi ocasionat per la Primera Guerra Mundial, va participar en els Jocs Olímpics d'Estiu de 1920 realitzats a Anvers (Bèlgica), on va aconseguir revalidar el mateix metall olímpic amb un salt de 14.27 metres.

## Millor marques
- Triple salt. 14.48 metres (1922)[3]